# Torres Hejduk
Las Torres Hejduk son una obra arquitectónica del estadounidense John Hejduk que forman parte del complejo arquitectónico de Cidade da Cultura en Santiago de Compostela.

## Historia
Originalmente las torres fueron diseñadas en el año 1992 para otra ubicación dentro de la misma ciudad, el parque de Belvís. En esos primeros años noventa Santiago de Compostela estaba empezando a incluir la arquitectura contemporánea a su paisaje urbano lleno de románico, barroco y neoclasicismo. En un breve periodo de tiempo levantan obra en la capital gallega, Álvaro Siza, Giorgio Grassi, César Portela o Josef Paul Kleihues, Albert Viaplana y Helio Piñón.
Las dos torres diseñadas originalmente para usos botánicos incluían un invernadero en la torre de cristal y una sala para diferentes usos en la torre de piedra. Pero poco antes de que comience la construcción se va a cancelar el proyecto.
Peter Eisenman y John Hejduk formaban parte del grupo de arquitectos neoyorquinos conocidos como The New York Five Architects y en el año 2000 va coincidir el fallecimiento de John Hejduk con la selección del proyecto de Eisenman para la construcción de Cidade da Cultura. Como homenaje a su compañero recientemente fallecido Eisenman va a rescatar el diseño de Hejduk para la ciudad de Santiago y va a levantarlo en la ladera oeste del monte Gaiás.
En Cidade da Cultura las dos torres pierden su función original y se convierten en un espacio expositivo. Generalmente las torres son intervenidas por artistas jóvenes y sus instalaciones duran varios meses. Muchos de los proyectos que se realizan son de artistas que han participado en el Encontro de Artistas Novos que comisaría Rafael Doctor y que organiza la propia Cidade da Cultura.
En el año 2013 la compañía Iberdrola financió la instalación de un sistema de iluminación led en la torre de cristal que permite que esta torre pueda iluminarse de diferentes colores durante la noche. Su posición en la ladera de la montaña hace que sea visible desde buena parte de ciudad.